# 高同型半胱氨酸血症
高同型半胱氨酸血症（Hyperhomocysteinaemia），是指血液中的同型半胱氨酸的水平异常增高的状况，它首先由McCully提出，是多种心血管疾病如冠状动脉硬化性心脏病，外周血管疾病，脑血管疾病及静脉血栓形成等的危险因素。

## 病因
同型半胱氨酸在人体内的代谢途径中，任何一种酶或其辅助因子的异常或缺乏，都可能造成同型半胱氨酸正常代谢障碍，使之在体内聚积而出现高同型半胱氨酸血症。最常见的病因如下：
- 营养性因素：由于人体无法自身合成维生素B12，只能通过食物中摄取，若患有慢性酒精性肝炎，内因子缺乏，炎症性肠病等可导致叶酸等维生素吸收减少造成辅因子含量不足[2]；
- 遗传性因素：同型半胱氨酸代谢过程相关的酶发生基因突变，使得基因编码的酶活性减低或不表达，其中最常见的是胱硫醚合成酶缺乏症。

## 病理生理学
同型半胱氨酸为蛋氨酸的中间代谢产物。正常人体每日产生15-20µmol/L同型半胱氨酸，大部分在细胞内分解代谢，仅有1.5µmol/L或更少被释放到血液中。肾脏是清除和进一步代谢同型半胱氨酸的主要器官，70％的血浆同型半胱氨酸是通过肾脏清除。正常情况下同型半胱氨酸通过两种途径转化：一是蛋氨酸循环，同型半胱氨酸在蛋氨酸合成酶的作用下以维生素B12为辅助因子、5-甲基四氢叶酸作为甲基供体生成蛋氨酸，其中5-甲基四氢叶酸是在亚甲基四氢叶酸还原酶作用下由叶酸循环合成生成；第二种途径是转硫基途径，同型半胱氨酸在胱硫醚合成酶的作用下以维生素B6为辅助因子和丝氨酸缩合成胱硫醚，再进一步生成半胱氨酸。
任何原因导致维生素如叶酸（B9）、吡哆醇（B6）或钴胺素（B12）缺乏，作为生物化学反应的结果，血液中的同型半胱氨酸水平都会上升。而编码与同型半胱氨酸代谢有关的酶的基因发生突变时可以引起对应酶的缺陷，从而造成高同型半胱氨酸血症。

## 诊断和分级
高同型半胱氨酸血症诊断的金标准是检查空腹同型半胱氨酸。正常空腹血浆同型半胱氨酸水平为5～15μmol/L，若检查结果显示同型半胱氨酸水平高于15.0 µmol/L，则可诊断为高同型半胱氨酸血症。
高同型半胱氨酸血症的分级是以血液中同型半胱氨酸的浓度为标准。根据美国心脏协会（AHA）和Kang等的人推荐，高同型半胱氨酸血症分为轻度（15-30µmol/L）、中度（30-100µmol/L）和重度（>100µmol/L）。其中重度高同型半胱氨酸血症常为遗传性因素所引起的。

## 治疗
高同型半胱氨酸血症的治疗需针对其发病原因。对因营养性因素导致高同型半胱氨酸血症，可以补充维生素B6、B9和B12，同时限制甲硫氨酸和动物蛋白的摄入量。 对于遗传因素导致的高同型半胱氨酸血症，现在仍然没有合适的治疗方法，未来可以通过基因研究来进行治疗。